# Classe Kaiser (paquebots)
Pour les articles homonymes, voir classe Kaiser.
 (novembre 2023).
Si vous disposez d'ouvrages ou d'articles de référence ou si vous connaissez des sites web de qualité traitant du thème abordé ici, merci de compléter l'article en donnant les références utiles à sa vérifiabilité et en les liant à la section « Notes et références ».

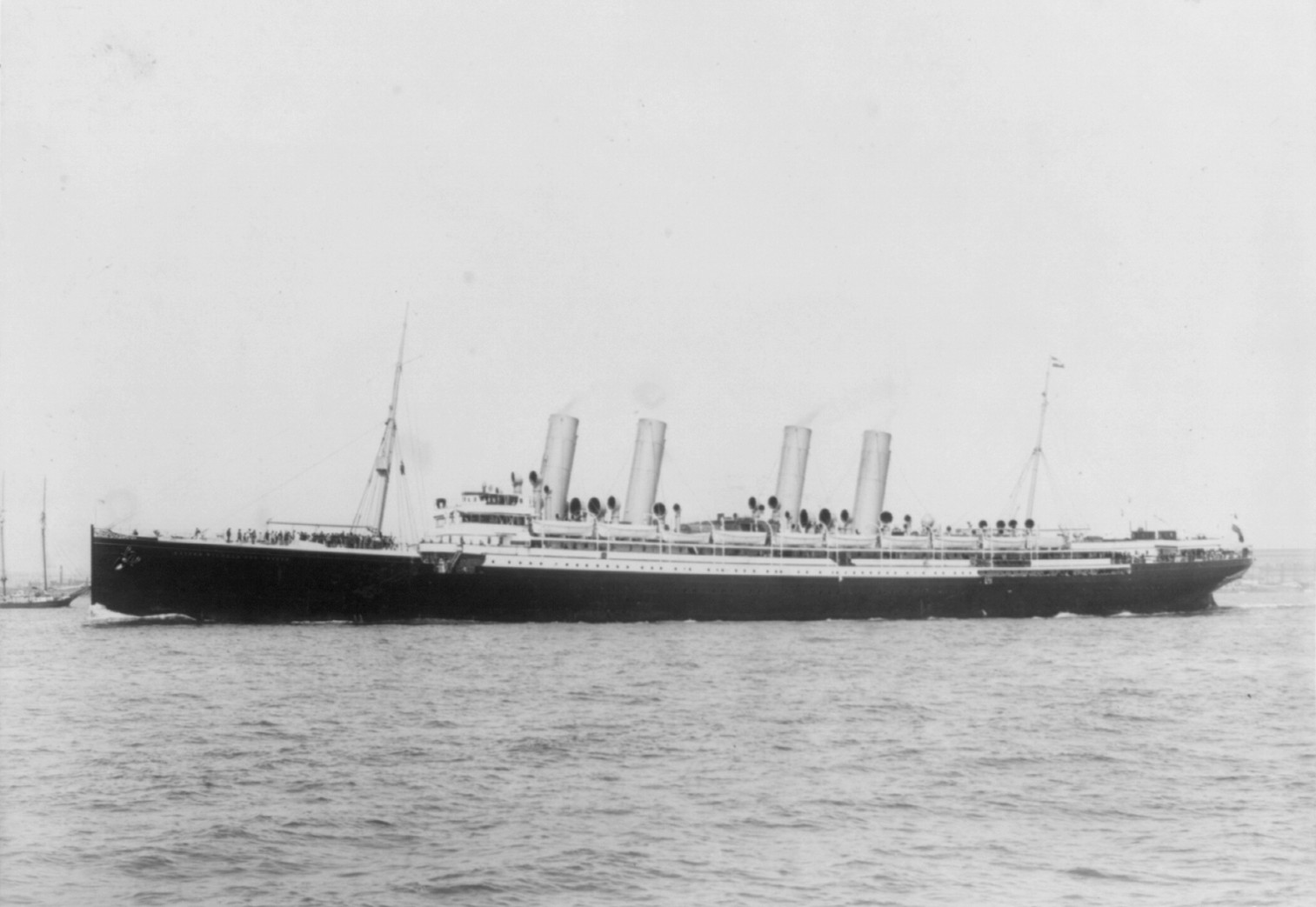
Le Kaiser Wilhelm der Grosse en 1897.

La classe Kaiser est une classe de paquebots transatlantiques allemands de la Norddeutscher Lloyd mis en service de 1897 à 1907. Surnommés par les Britanniques les « Four Flyers », ces navires sont le Kaiser Wilhelm der Grosse, le Kronprinz Wilhelm, le Kaiser Wilhelm II et le Kronprinzessin Cecilie.
Ils imposent de nouveaux standards pour la conception des paquebots, en lançant notamment la mode des paquebots à quatre cheminées, et marquent l'arrivée de l'Allemagne sur la scène maritime internationale. Ils réussissent en effet à prendre le Ruban bleu aux Britanniques qui le détenaient depuis de nombreuses années.